# Хосе-Мария-Морелос (муниципалитет)
Хосе-Мария-Морелос (исп. José María Morelos) — муниципалитет в Мексике, штат Кинтана-Роо, с административным центром в одноимённом городе. Численность населения, по данным переписи 2020 года, составила 39 165 человек.

## Общие сведения
Муниципалитет назван в честь национального героя Мексики, одного из командующих в мексиканской войне за независимость — Хосе Мария Морелоса.
Площадь муниципалитета равна 4850 км², что составляет 10,8 % от площади штата, а наиболее высоко расположенное поселение Сан-Исидро-Поньенте, находится на высоте 129 метров.
Он граничит с другими муниципалитетами штата Кинтана-Роо: на востоке с Фелипе-Каррильо-Пуэрто, на юге с Отон-Бланко, а также граничит с другими штатами Мексики — на западе с Кампече, и на севере и северо-западе с Юкатаном.

## Учреждение и состав
Муниципалитет был образован 12 января 1975 года, после создания штата Кинтана-Роо.
По данным 2020 года в его состав входит 110 населённых пунктов, самые крупные из которых:
| Код INEGI                  | Населённый пункт                                                                                      | Численность населения (2005 год) | Численность населения (2010 год) | Численность населения (2020 год) |
| -------------------------- | --- | -------------------------------- | -------------------------------- | -------------------------------- |
| 006                        | Всего                                                                                                 | 32746                            | 36179                            | 39165                            |
| 0069                       | Хосе-Мария-Морелос (исп. José María Morelos) 19°44′58″ с. ш. 88°42′38″ з. д. (административный центр) | 10424                            | 11750                            | 13332                            |
| 0051                       | Цьюче (исп. Dziuché) 19°53′57″ с. ш. 88°48′35″ з. д.                                                  | 2728                             | 2870                             | 2909                             |
| 0035                       | Сабан (исп. Sabán) 20°02′07″ с. ш. 88°32′19″ з. д.                                                    | 2058                             | 2187                             | 2380                             |
| 0067                       | Хуай-Маш (исп. Huay Max) 20°02′30″ с. ш. 88°31′33″ з. д.                                              | 1133                             | 1399                             | 1481                             |
| 0133                       | Ла-Пресумида (исп. La Presumida) 19°48′04″ с. ш. 88°45′15″ з. д.                                      | 1171                             | 1357                             | 1313                             |
| 0272                       | Шкабиль (исп. X-Cabil) 20°09′57″ с. ш. 88°27′51″ з. д.                                                | 1043                             | 1087                             | 1208                             |
| 0278                       | Канкабчен (исп. Kancabchén) 19°42′51″ с. ш. 88°51′42″ з. д.                                           | 1035                             | 1083                             | 1058                             |
| 0018                       | Канделария (исп. Candelaria) 19°44′17″ с. ш. 88°57′32″ з. д.                                          | 818                              | 963                              | 1057                             |
| 0146                       | Сакалака (исп. Sacalaca) 20°03′44″ с. ш. 88°35′43″ з. д.                                              | 1026                             | 1010                             | 1038                             |
| —                          | Прочие                                                                                                | 11310                            | 12493                            | 13389                            |
| Названия на карте Генштаба | |                                  |                                  |                                  |

## Экономическая деятельность
По статистическим данным 2000 года, работоспособное население занято по секторам экономики в следующих пропорциях:
- сельское хозяйство, животноводство и рыбная ловля — 57,2 %;
- промышленность и строительство — 11,2 %;
- торговля, сферы услуг и туризма — 30,1 %;
- безработные — 1,5 %.

## Инфраструктура
По статистическим данным 2020 года, инфраструктура развита следующим образом:
- электрификация: 96,9 %;
- водоснабжение: 40,7 %;
- водоотведение: 84,6 %.